# Nikitas
Nikitas (gr. Νικήτας, tur. Güneşköy) – wieś na Cyprze, w dystrykcie Nikozja.